# Kropla wody (film 2024)
Kropla wody (alb. Pikë uji) – albański dramat filmowy z 2024 roku w reżyserii Roberta Budiny, zrealizowany w ramach koprodukcji międzynarodowej. Trzeci film fabularny w karierze tego twórcy.

## Fabuła
Akcja filmu rozgrywa się współcześnie w miasteczku nad brzegiem Jeziora Ochrydzkiego. 45-letnia Aida pracuje w urzędzie miasta, zajmując się dotacjami unijnymi i próbując dojść do porozumienia ze swoim skorumpowanym zwierzchnikiem, który zagarnia dla siebie znaczną część funduszy. W swoim środowisku zawodowym Aida jest jedyną kobietą i musi dostosowywać się do zachowań pozostałych. Kiedy jej syn Mark zostaje oskarżony przez koleżankę z klasy o napaść na tle seksualnym, Aida rozpoczyna własne śledztwo, nie wierząc w winę syna. Walcząc o niewinność syna musi przeciwstawić się policji, wymiarowi sprawiedliwości, ale także własnemu mężowi.

## Obsada
- Gresa Pallaska jako Aida
- Arben Bajraktaraj jako Ilir
- Gerhard Koloneci jako Ben
- Iancu Paulo jako Mark
- Adem Karaga jako Elvis
- Klodjana Keco jako Monda
- Xhesika Bizgjoni jako Bora
- Astrit Kabashi jako Luan
- Mirela Naska jako Mirela
- Ilda Pepi jako Besa
- Henri Topi jako Denis
- Edoardo di Fratta Rossi jako Stefano
- Ajsi Çela jako Ema
- Mirjana Deti jako matka Aidy
- Andrea Pepi jako ojciec Aidy
- Vangjel Shkurti jako dziadek Bory
- Albano Prodani jako komendant policji
- Erjola Meta jako sędzina
- Zhenika Loli jako strażnik
- Kesiana Terolli jako psycholog
- Eni Guçi jako muzyk

## Produkcja
Zdjęcia kręcono w mieście Pogradec.

## Premiera
Albańska premiera filmu odbyła się 12 września 2024 w stołecznym kinie Millenium. Międzynarodowa premiera filmu odbyła się 13 października 2024 na 40. Warszawskim Festiwalu Filmowym. W 2024 film został wyselekcjonowany jako kandydat Albanii do Oscara dla najlepszego filmu międzynarodowego.